# Färöische Fußballmeisterschaft 1965
Die Färöische Fußballmeisterschaft 1965 wurde in der Meistaradeildin genannten ersten färöischen Liga ausgetragen und war insgesamt die 23. Saison. Sie startete am 23. Mai 1965 mit dem Spiel von HB Tórshavn gegen TB Tvøroyri und endete am 22. August 1965.
Meister wurde Titelverteidiger HB Tórshavn, die den Titel somit zum dritten Mal in Folge und zum fünften Mal insgesamt erringen konnten.
Im Vergleich zur Vorsaison verschlechterte sich die Torquote auf 4,27 pro Spiel. Die höchsten Siege erzielten HB Tórshavn im Heimspiel gegen B36 Tórshavn mit einem 4:1 sowie KÍ Klaksvík im Heimspiel gegen HB Tórshavn mit einem 3:0. Die torreichsten Spiele absolvierten TB Tvøroyri und HB Tórshavn mit einem 2:4 sowohl im Hin- als auch im Rückspiel sowie B36 Tórshavn und TB Tvøroyri mit einem 3:3.

## Modus
In der Meistaradeildin spielte jede Mannschaft an sechs Spieltagen jeweils zwei Mal gegen jede andere. Die punktbeste Mannschaft zu Saisonende stand als Meister dieser Liga fest, eine Abstiegsregelung gab es nicht.

## Saisonverlauf
B36 Tórshavn setzte sich durch drei Siege, darunter ein 3:2 im Derby gegen HB Tórshavn an die Spitze der Tabelle, erst im Auswärtsspiel gegen TB Tvøroyri verlor die Mannschaft mit 0:2. Im Rückspiel gegen TB gelang nur ein 3:3, so dass HB, die ihrerseits mit einem 0:3 im Auswärtsspiel gegen KÍ Klaksvík die zweite Niederlage kassierte, nun einen Punkt hinter B36 lag. Im direkten Duell am letzten Spieltag konnte sich HB durch einen 4:1-Erfolg den Meistertitel sichern.

## Abschlusstabelle
| Pl. | Verein             | Sp. | S | U | N | Tore    | Quote | Punkte |
| --- | ------------------ | --- | - | - | - | ------- | ----- | ------ |
| 1.  | HB Tórshavn (M, P) | 6   | 4 | 0 | 2 | 017:120 | 1,42  | 08:40  |
| 2.  | B36 Tórshavn       | 6   | 3 | 1 | 2 | 010:120 | 0,83  | 07:50  |
| 3.  | KÍ Klaksvík        | 6   | 3 | 0 | 3 | 012:800 | 1,50  | 06:60  |
| 4.  | TB Tvøroyri        | 6   | 1 | 1 | 4 | 011:180 | 0,61  | 03:90  |

Platzierungskriterien: 1. Punkte – 2. Torquotient
| (M) | Meister 1964     |
| (P) | Pokalsieger 1964 |

## Spiele und Ergebnisse
|              | B36 | HB  | KÍ  | TB     |
| ------------ | --- | --- | --- | ------ |
| B36 Tórshavn |     | 3:2 | 1:0 | 3:3    |
| HB Tórshavn  | 4:1 |     | 3:1 | 4:2    |
| KÍ Klaksvík  | 1:2 | 3:0 |     | 0-:- 1 |
| TB Tvøroyri  | 2:0 | 2:4 | 2:4 |        |

## Spielstätten
| Mannschaft   | Stadion        | Spielort |
| ------------ | -------------- | -------- |
| B36 Tórshavn | Gundadalur     | Tórshavn |
| HB Tórshavn  | Gundadalur     | Tórshavn |
| KÍ Klaksvík  | Við Djúpumýrar | Klaksvík |
| TB Tvøroyri  | Sevmýri        | Tvøroyri |

## Nationaler Pokal
Im Landespokal gewann B36 Tórshavn mit 3:2 gegen Meister HB Tórshavn.